# Цемесская роща
Цемесская роща — памятник природы в северо-восточной части города Новороссийска, вдоль устья реки Цемес. Площадь — 126,6 га, длина — 2,5 км, ширина — 500 м. Имеет водоохранное и ветрозащитное значение для Новороссийска.

## Расположение
Юго-западный край рощи проходит вдоль Анапского шоссе.

## Природные условия
Особенности данной территории определяются близким залеганием грунтовых вод и высокой влажностью воздуха.

## Состав растительности
Здесь растут породы деревьев, хорошо переносящие такие условия: тополь-осокорь, вяз, ясень обыкновенный; ива вавилонская;
Кустарниковые: куманика (вид, родственный ежевике), аморфа кустарниковая и вьющиеся лианы.
Травы: лютики, первоцветы, пролески, фиалки, хохлатки.

## Животный мир

### В Красной Книге России
- жук-олень
- стафилин пахучий
- бабочка поликсена

и другие.
Особенно редкий вид, плохо переносящий соседство с человеком и предпочитающий сильно увлажнённые места — гигантская кавказская жужелица, достигающая в размере тела 4-5,5 см.